# To the Shores of Tripoli
To the Shores of Tripoli ist ein US-amerikanischer dramatischer Kriegsfilm von H. Bruce Humberstone aus dem Jahr 1942. Die Handlung spielt in San Diego kurz vor dem japanischen Angriffs auf Pearl Harbor. Die Hauptrollen sind mit John Payne, Maureen O’Hara und Randolph Scott besetzt.
Dem Drehbuch liegt eine Geschichte von Steve Fisher zugrunde. Der Filmtitel lehnt sich an eine Zeile der Hymne des United States Marine Corps an, die den Satz „… zu den Küsten von Tripolis“ enthält (eine Anspielung auf die Schlacht von Derna). Nachdem der Film schon so gut wie abgedreht war, fand am 7. Dezember 1941 der Angriff auf Pearl Harbor statt, was dazu führte, dass Studioboss und Produzent Darryl F. Zanuck Drehbuchänderungen verlangte, um aus den sich schnell entwickelnden Ereignissen Kapital zu schlagen, sodass man dem Film ein neues Ende verpasste, indem die von John Payne gespielte Hauptfigur Chris Winters sich als Soldat zurückmeldet.

## Handlung
Chris Winters, wegen eines Fehlverhaltens von der Culver Military Academy verwiesener Schüler, Playboy und zur Arroganz neigend, meldet sich auf Wunsch seines Vaters als Private beim United States Marine Corps an, wo er Sergeant Dixie Smith zur Ausbildung zugeteilt wird. Smith, der im Ersten Weltkrieg unter Captain Winters diente, wird in einem Brief von Winters Vater, Captain Christopher Winters, instruiert mit der Bitte, seinen Sohn besonders hart anzufassen, um ihn auf den richtigen Weg zu bringen. Smith nannte Winters seinerzeit liebevoll „The Skipper“. So kommt es, dass Smith aufgrund dieser Zeilen ein ganz besonderes Auge auf Winters hat.
Ungeachtet der Pläne seines Vaters will Chris jedoch mit Hilfe seiner Freundin Helene Hunt nach der Grundausbildung einen bequemen Schreibtischjob in Washington, D.C. übernehmen, wozu ihm Helenes einflussreicher Vater verhelfen soll.
In der Nacht seines Eintreffens auf der Marinebasis in San Diego, trifft Chris auf Mary Carter und ist beeindruckt von ihrer Schönheit und Intelligenz. Er versucht mit ihr zu flirten, ohne zu wissen, dass Mary eine Krankenschwester der Navy ist. Mary ist durch die Anziehungskraft, die sie auf Chris ausübt, verunsichert, sodass sie sich zurückzieht.
Schon kurz nach seinem Eintreffen gibt Smith Winters die Möglichkeit unter Beweis zu stellen, ob er Führungspotenzial besitzt. Die Soldaten verspotten Chris jedoch während der Übung mit allerlei Mätzchen, was Smith belustigt. Während der Sergeant sich noch amüsiert, zeigt der Zug sich beim Zurückmarschieren dann jedoch in höchster Perfektion. Smith ist darüber mehr als überrascht und zusätzlich erstaunt als seine Augen über die Soldaten gleiten und mehrere Männer mit schwarzen Augen, abgebrochenen Zähnen und blauen Flecken erblicken. Winters erklärt ihm, dass sie zum Kader einer Boxmannschaft in Culver gehört hätten, deren Kapitän er seinerzeit gewesen sei.
Am nächsten Tag trainiert Chris zusammen mit seinen Kollegen Johnny Dent, Okay Jones, Mouthy und Butch. Für Chris stellen die von Smith zugewiesenen Aufgaben keine Schwierigkeit dar, er hilft sogar seinem Kameraden Johnny, der sich ungeschickt anstellt. Als Winters später wiederum mit Mary in Kontakt zu kommen versucht, bedeutet sie ihm, dass sie als Krankenschwester den Rang eines Leutnants habe, was ihr den Umgang mit einfachen Soldaten verbiete. Zudem gefällt es Mary nicht, dass Chris keinerlei Hingabe in Bezug aufs Militär zeigt. Das hindert sie aber nicht daran, eifersüchtig zu reagieren, als Helene eines Tages auf der Basis erscheint und Chris sich um sie kümmert. Später erzählt Chris Mary von seinem geplanten Bürojob in Washington unmittelbar in Helenes Nähe. Mary schafft es jedoch, ihn davon abzubringen.
Nur wenig später hat Winters Probleme, als er Smith vorwirft, Johnny zu schikanieren und es zwischen ihnen zu einem Kampf kommt. Trotz der Nachteile, die das für seine Karriere haben kann, gibt Smith an, dass er den Kampf begonnen habe, um Chris Schwierigkeiten zu ersparen. Seine Kameraden lasten Chris jedoch Smith’ Degradierung an und verhaltend sich dementsprechend. Wiederum spielt Chris mit den Gedanken nach Washington zu gehen. Bei einem Notfallmanöver der Marineschule, verursacht durch nächtlichen Beschuss, wird Smith bewusstlos geschlagen, was zunächst niemand bemerkt. Trotz starken Beschusses gelingt es Winters, den Sergeant im letzten Moment zu finden und ihm das Leben zu retten. Er meint, nun sei seine Schuld, dass Smith wegen des Kampfes für ihn gelogen hatte, getilgt. Immer noch spielt er mit dem Gedanken, der Navy den Rücken zu kehren. Als er Mary bittet, ihn zu begleiten, macht sie ihm jedoch klar, wo ihr Platz sei.
So verlässt Winters in Begleitung von Helene die Marinestation. Als beide im Taxi sitzen, hören sie im Radio die Nachricht über den Angriff auf Pearl Harbor. Helene will Chris weismachen, dass dieser Bericht eine Erfindung von Orson Welles sei. Winters sieht jedoch Smith, der seine ehemaligen Kameraden durch die Menge führt. In diesem Moment wird ihm bewusst, dass auch er ein Marine ist und sich dem Kampf, den sein Regiment zu führen hat, anschließen muss. Nachdem er seine Uniform angezogen und sich zu seiner Truppe begeben hat, geben die Männer ihm zu verstehen, dass sie froh sind, dass er auf sein Herz gehört hat. Als sie an Bord des Schiffes gehen, bemerkt Chris, dass Mary bereits dort ist. Auch Vater und Sohn machen ihren Frieden, als sie sich voneinander verabschieden.

## Produktion

### Produktionsnotizen, Hintergrund
Die Filmaufnahmen entstanden in der Zeit vom 3. November 1941 bis Anfang Januar 1942 auf dem Marinestützpunkt von San Diego in Kalifornien. Die Arbeitstitel des Films waren The Shores of Tripoli und Tripoli. Nach dem Vorspann kündigt der Erzähler Lowell Thomas an, dass die Filmaufnahmen vor Ort in der Marinebasis in San Diego in Kalifornien entstanden, und dass der Film den Marines überall, in Vergangenheit und Gegenwart gewidmet sei, und besonders jenen, die auf Wake Island gekämpft hätten. Für den Ton war Roger Heman senior verantwortlich.
Laut The Hollywood Reporter vom 22. Juli 1941 soll das Studio mit George Raft wegen der männlichen Hauptrolle verhandelt haben, während die Zeitschrift im September 1941 verkündete, dass Pat O’Brien für diesen Part vorgesehen sei. Der Schauspieler Harry Morgan, damals noch Henry, gab in diesem Film sein Debüt. Besondere Bekanntheit erlangte er später durch seine Darstellung des Col. Potter in der Fernsehserie M*A*S*H. Maureen O’Hara und John Payne spielten hier erstmals in einem Film zusammen, 1947 trafen beide in dem Weihnachtsfilm Das Wunder von Manhattan erneut aufeinander. Für Maureen O’Hara war dies ihr erster Film in Technicolor. Der Erfolg des Films an den Kinokassen trug maßgeblich dazu bei, dass Investoren erkannten, dass Technicolor-Filme, deren Herstellungsprozess teuer und mühsam war, eine gewinnträchtige Zukunft hatten. Obwohl O’Hara als „Königin des Technicolor-Films“ vermarktet wurde, hasste die Schauspielerin die Dreharbeiten unter dem grellen Licht, das notwendig war.
Im Dezember 1941 berichtete The Hollywood Reporter, dass James Havens und seine Crew nach dem Angriff auf Pearl Harbor in Honolulu, Hawaii, gefangen genommen worden seien. Dort drehte man gerade Hintergrundaufnahmen für den Film. Für einige Tage herrschte Ungewissheit; am 12. Dezember 1941 berichtete die Zeitschrift dann, dass niemand verletzt worden sei. Einige Tage später stellte sich heraus, dass zweitausend Meter des von Havens Crew aufgenommenen Films von der Navy zur Überprüfung beschlagnahmt worden waren.
Laut The Hollywood Reporter vom 1. April 1942 beabsichtigte das Studio Technicolor-Aufnahmen vom Marine Corps zu rekrutieren, die bisher nicht gezeigt worden waren, um daraus einen Kurzfilm zu erstellen. Als Erzähler war Tyrone Power vorgesehen und für das Drehbuch erneut Lamar Trotti. Die Zeitschrift berichtete im April und Juni 1942, dass der Film dazu beigetragen habe, die Zahl der Rekruten zu erhöhen, die den Marines beitraten. Im August 1942 berichtete The Hollywood Reporter, dass Autor Jack Andrews und Produzent Milton Sperling an einer Geschichte mit dem Titel Battle Stations arbeiten würden, die die Geschichte des Marine Corps zwischen den beiden Weltkriegen erzählen und ein Follow-up zu To the Shores of Tripoli sein sollte. Ein entsprechender Film wurde jedoch nie gedreht.

### Soundtrack
Laut Studiowerbung wurden die Stücke The Marine’s Hymn und Semper fidelis von der San Diego Marine Band gespielt.
- I Know Why (and So Do You), Musik: Harry Warren
  - gespielt während des ersten Tanzes und immer mal wieder während des Films
- The Marine Hymn,
  - Musik: Jacques Offenbach aus dessen Oper Genevieve de Brabant, Text: L.Z. Phillips
  - gesungen im Vorspann und immer mal wieder während des Films
- The Song of the Volga Boatman, traditionelle Weise
  - gespielt während der von Winters geleiteten Übung der Marines
- Semper fidelis, Musik: John Philip Sousa
  - gespielt während der von Winters geleiteten Übung und während der letzten Parade
- Chattanooga Choo Choo, Musik: Harry Warren
  - gespielt beim großen Tanz
- Anchors Aweigh, Musik: Charles A. Zimmerman

## Rezeption

### Veröffentlichung
Weltpremiere hatte der Film am 24. März 1942 in San Diego in Kalifornien, am 25. März 1942 lief er in New York an. In Mexiko wurde er am 29. Juli 1942 veröffentlicht, in Argentinien am 25. September 1942, in Schweden am 13. Februar 1943 und in Portugal am 15. Februar 1943. Zu sehen war er auch im Kino in Belgien, Brasilien, Kanada, Spanien, Frankreich, Griechenland, Italien und in Rumänien.

### Kritik
Bosley Crowther von der New York Times titelte farbenfreudiger, aber wenig plausibler Film über einen Rekruten im US Marine Corps. Man präsentiere den Film der amerikanischen Öffentlichkeit als glühende Hommage an die United States Marines. Crowther zeigte sich enttäuscht von der Handlung und Umsetzung des Films, zumal Mr. Zanuck die Basis des Marine Corps in San Diego sowie dessen Personal zur Verfügung gestanden hätten. Der Film zeige ohne Ausnahmen eine Verbindung bekannter Klischees. Ein unverschämter Bursche schließe sich den Marines ohne jeden Grund an, es gäbe Verwicklungen, er verfolge auf höchst freche Art eine Krankenschwester der Marines, die sich in ihn verliebe. Dann rette er das Leben seines Vorgesetzten und dann, gerade als er sich von den Marines verabschieden wolle, komme der Überfall auf Pearl Harbor und er kehre zurück zum Corps. Crowther befand, dass zweifellos sehr viele Menschen an dem Film Gefallen finden würden. Die Musik sei hochgradig ansteckend und auch die Farbe biete einiges. Allerdings sei es schwierig, darin die United States Marines zu erkennen. Warte, meinte er, bis die Mariners es sehen, oh Mann!
Dennis Schwartz von Ozus’ World war der Ansicht, es sei ein anständiger, aber nicht aufregender Technicolor-Film, der keine Kampfszenen enthalte, auch wenn der Titel das impliziere. Er diene am besten als Rekrutierungsfilm für die US-Marine. Was den Film einzigartig mache sei, dass er während des Krieges entstanden sei. H. Bruce Humberstone leite ihn auf handwerklich gute Art und Weise. Auch Schwartz meinte, der Film sei angefüllt mit Klischees und einer Geschichte, die keine Leidenschaft habe. Zwar sei die Musik inspirierend, aber alles andere wirke künstlich, trotz der authentischen Standortaufnahmen.
Holly E. Ordway von DVD talk schrieb in seiner Bewertung zur DVD, dass der Film in Kriegszeiten entstanden sei, verleihe ihm, abgesehen vom Unterhaltungswert, einen gewissen historischen Reiz. Und er sei auch ein Produkt seiner Zeit – durch und durch ein Rekrutierungsfilm der US-Marines. Darauf liege auch der Fokus der Geschichte, von der man nicht erwarten dürfe, dass sie auch nur ein klein wenig realistisch sei.

### Auszeichnung
Edward Cronjager und William V. Skall waren auf der Oscarverleihung 1943 in der Kategorie „Beste Kamera für einen Farbfilm“ für einen Oscar nominiert, der jedoch an Leon Shamroy und den Piratenfilm Der Seeräuber ging.